# Haßfurt

L'autel dans la chapelle du chevalier à Haßfurt. Photo aout 2019.

Haßfurt est une ville allemande située en Bavière et chef-lieu de l'arrondissement de Hassberge.

## Personnalités liées à la ville
- Albert Neuberger, chimiste britannique, y est né en 1908.
- Fritz Sauckel, responsable nazi, y est né en 1894.